# Sylvicola fuscatus
Sylvicola fuscatus är en tvåvingeart som först beskrevs av Fabricius 1775.  Sylvicola fuscatus ingår i släktet Sylvicola och familjen fönstermyggor. Arten är reproducerande i Sverige. Inga underarter finns listade i Catalogue of Life.